# Ернест Баєр
Ернест Баєр (англ. Ernest Bayer, 27 вересня 1904 — 13 січня 1997) — американський академічний веслувальник.
Срібний призер Олімпійських Ігор 1928 року в складі розпашної четвірки без стернового.